# Весёлкина, Татьяна Эдуардовна
Татьяна Эдуардовна Весёлкина (род. 24 октября 1965, Белавино, Горьковская область) — советская и российская актриса кино, театра и дубляжа. Заслуженная артистка России (2005).

## Биография
Родилась 24 октября 1965 года в селе Белавино Горьковской области.
В 1988 году окончила ГИТИС (мастер курса — Алексей Бородин). В том же году была принята в труппу Российского академического молодёжного театра, где и продолжает работать.
Вела детскую программу «Детский час» под девичьей фамилией Ушмайкина на пару с будущим супругом Алексеем Весёлкиным (1961—2025). Также с 1999 по 2001 год вела детскую программу «Ку-Ко-Ня» на канале «Столица».
В 2005 году ей было присвоено почётное звание Заслуженой артистки России.
В 2021 году была награждена медалью ордена «За заслуги перед Отечеством» II степени.

## Театр

### Спектакли, снятые с репертуара
- 1999 — «Незнайка-путешественник» Носова. Режиссёр: Алексей Блохин — Медуница.
- 2004 — «Волшебник Изумрудного города» А. Волкова. Режиссёры: Алексей Блохин, Алексей Весёлкин — Элли.
- 2010 — «Думайте о нас» Е. Клюева. Режиссёр: Владимир Богатырёв — Фея Погоды.
- 2015 — «Жизнь одна» В. Шаламова. Режиссёр: Владимир Богатырёв — женщина / хозяйка.
- 2017 — «Рикки» Р. Киплинга. Режиссёр: Владимир Богатырёв — бабушка.

### Текущий репертуар
- 1989 — «Приключения Тома Сойера» Тимоти Мейсона по Марку Твену. Режиссёр: Джон Крэнни — миссис Тэтчер.
- 2010 — «Чехов-GALA» по одноактным пьесам А. П. Чехова. Режиссёр: Алексей Бородин — Мерчуткина (в пьесе «Юбилей»).
- 2012 — «Лёля и Минька» М. Зощенко. Режиссёр: Рузанна Мовсесян — бабушка.
- 2016 — «Кролик Эдвард» Кейт ДиКамилло. Режиссёр: Рузанна Мовсесян — Нелли / горничная / мальчик на корабле / старая кукла.
- 2019 — «Манюня» Наринэ Абгарян. Режиссёр: Рузанна Мовсесян — мама Надя / тётя Мариам.
- 2021 — «Барышня-крестьянка (вариации)» по А. С. Пушкину. Режиссёр: Кирилл Вытоптов — мисс Жаксон.
- 2021 — «В добрый час!» Виктора Розова. Режиссёр: Владимир Богатырёв — Анастасия Ефремовна.

## Кино

### Актриса
- 2004 — «Кадеты» (реж. Сергей Артимович).
- 2008 — «Райские яблочки» (реж. Валерий Девятилов) — эпизод.
- 2009 — «Райские яблочки. Жизнь продолжается» (реж. Анна Лобанова) — эпизод.
- 2009 — «Любовь — не то что кажется» — Валентина Кошкина.
- 2010 — «Всё к лучшему» — Ольга Петровская.
- 2012 — «Дневник доктора Зайцевой-2» — эпизод.
- 2013 — «Брак по завещанию-3. Танцы на углях» — Энн Маклейн.
- 2016 — «Мамочки» — медсестра роддома.
- 2016 — «Челночницы» — Наташа.

### Озвучивание
- 1996 — «Приключения Зига и Пюса» — Пюс.
- 2009 — «Приключения Ролли 3D» — Милли.
- 2019 — «Фиксики против кработов» — Мега.
- 2021 — «Братцы кролики» — Оскар.
- 2022 — «Фиксики. Дай пять!» — Мега.
- 2022 — «Маленький принц» — Принц.

## Дубляж

### Фильмы

#### Дэрил Сабара
- 2001 — «Дети шпионов» — Джуни Кортес[5].
- 2003 — «Дети шпионов 3: Игра окончена» — Джуни Кортес[5].

#### Другие фильмы
- 1995 — «Бэйб: Четвероногий малыш» — Бэйб (дубляж творческого содружества «Ист-Вест», 1996 г.)[6].
- 1998 — «Бэйб: Поросёнок в городе» — Бэйб (дубляж творческого содружества «Ист-Вест», 1999 г.)[5].
- 2001 — «Форсаж» — Летти Ортис (Мишель Родригес)[5].
- 2004 — «Эффект бабочки» — Ленни (13 лет) (Кевин Шмидт)[5].
- 2004 — «Малышка на миллион» — Мэгги Фитцджеральд (Хилари Суэнк)[5].

### Мультфильмы и мультсериалы
- 1996—2004 — «Эй, Арнольд!»[7] — Арнольд (за исключением 40, 44, 45 и 48 серий), Лайла (некоторые серии), Арни (Арнольд в гостях у Арни), Большая Пэтти (часть серий).
- 2000—2014 — «Даша-путешественница» — Даша[5] (дубляж студии «Электрошок», творческой группы «Арт-дубляж», студии «Арк-ТВ» и компании «SDI Media Russia» по заказу Nickelodeon, 2002—2014 гг.).
- 2002 — «Арнольд!» — Арнольд (дубляж Объединения «Русский дубляж» по заказу СТС, 2008 г.)[7].
- 2012—2016 — «Гравити Фолз»[8] — Венди, половина женских ролей (2 сезон, 1—11 серии) (дубляж студии «Кириллица» по заказу телеканала Disney, 2014—2015 гг.).
- с 2013 года — «Щенячий патруль»[5] — Зик Райдер.
- 2021 — «Щенячий патруль в кино»[5] — Зик Райдер.